# Пласиду ди Каштру, Жозе
Жозе Пласиду ди Каштру (порт. José Plácido de Castro; 9 сентября 1873, Сан-Габриел, Риу-Гранди-ду-Сул — 11 августа 1908, Акри) — бразильский политический, государственный и военный деятель, геодезист, предприниматель, лидер вооруженного восстания во время войны за Акри в 1902—1903 годах. Губернатор Республики Акри (1902—1904). Национальный герой Бразилии.

## Биография

### Ранние годы

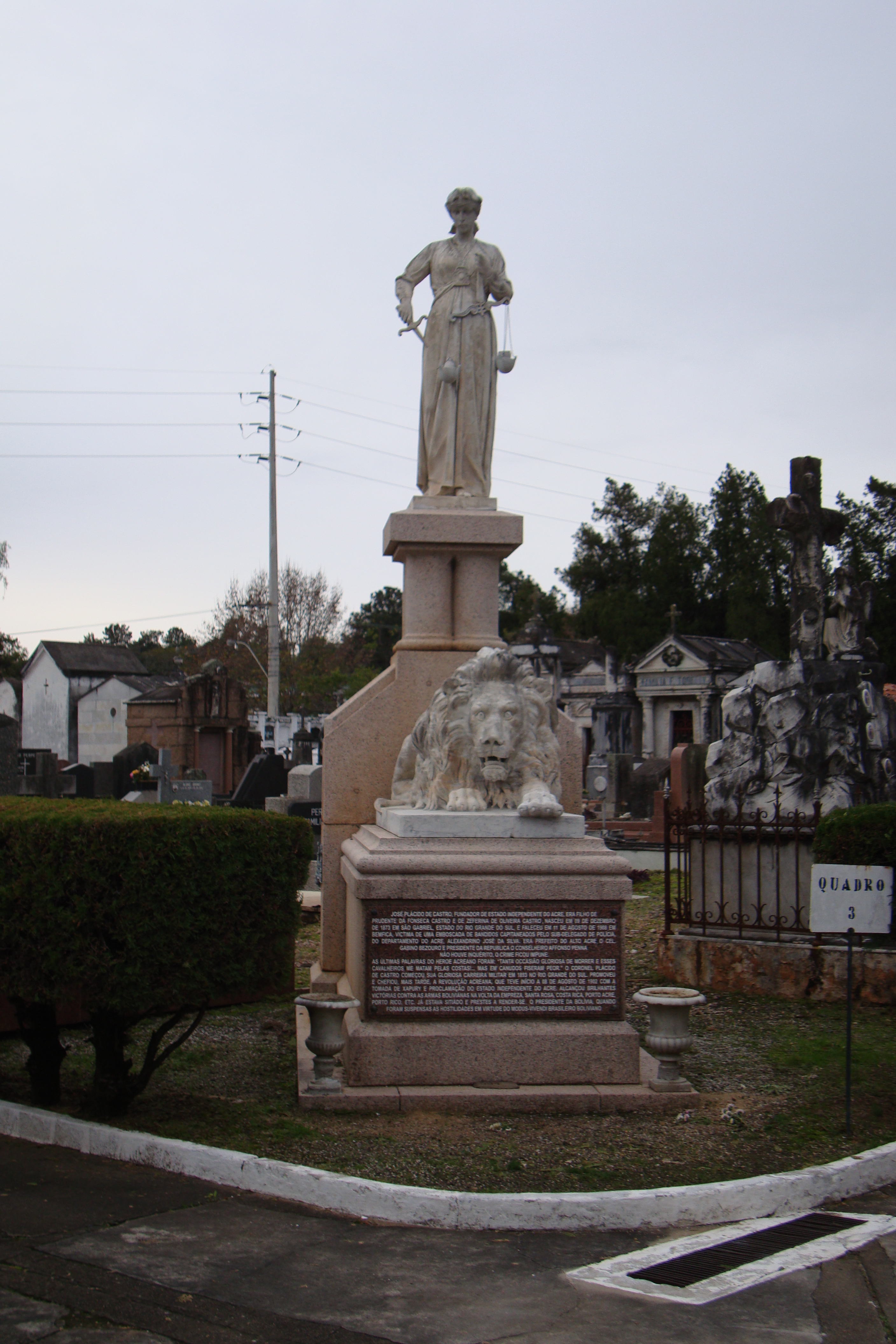
Памятник на могиле Жозе Пласиду ди Каштру в г. Порту-Алегри, столице штата Риу-Гранди-ду-Сул

Родился в семье военного, капитана, ветерана уругвайской и парагвайской войн. Рано осиротел, начал работать с 12 лет.
В 16-летнем возрасте поступил на военную службу, стал сержантом полевой артиллерии. Когда в 1893 году в Южной Бразилии началась гражданская война, учился в военной школе Риу-Гранди-ду-Сул, принял участие в боевых действиях. Получил чин майора. После поражения, отказался от военной карьеры и от амнистии, предложенной участникам войны. В 1896 году переехал в Рио-де-Жанейро, где получил должность в военном училище.
Стал заниматься геодезией, работал над разграничением концессий на производство резины. В то время Акри принадлежал Боливии, где на работах, в основном, были заняты бразильские сборщики каучука. Был землемером и вскоре заболел малярией.

### Война за Акри
После того, как боливийские власти установили в Акри таможни, что привело к возмущению среди бразильских переселенцев, в 1899 году возник территориальный спор между Бразилией и Боливией и начался вооружённый конфликт, переросший в войну за Акри. В июле 1899 года бразильцы в Акри провозгласили независимую республику.

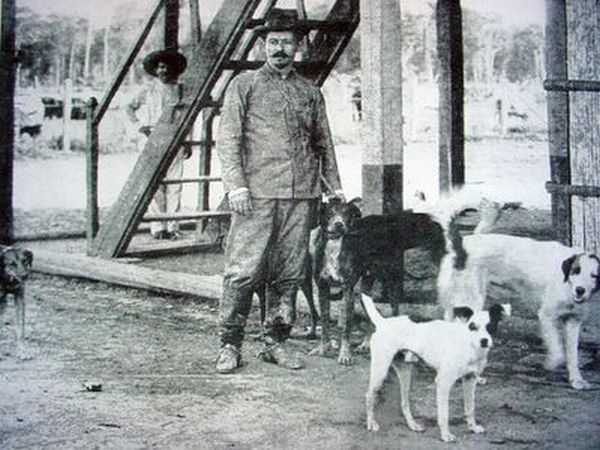
Жозе Пласиду ди Каштру в 1907 году

В августе 1902 года в Амазонас прибыл Пласиду ди Каштру со своими людьми, обещавший помощь «вольнолюбивым труженикам, стенающим под гнетом боливийской диктатуры», в 1902 году сборщики каучука заключили с ним и его отрядом соглашение о совместной борьбе против боливийцев; к силам ди Каштру присоединилось более 2000 человек. Вооружив людей винтовками, ди Каштру начал наступление 6 августа 1902 года; отряд из 33 человек захватил боливийского наместника в его доме в городке Шапури, а находившиеся там боливийские солдаты также были арестованы. Однако 18 сентября на территорию Акри вошёл боливийский отряд численностью в 180 человек, разбивший плохо вооружённый авангард сил ди Каштру из 70 человек. Вместе с тем 10 мая 1902 года ди Каштру с отрядом численностью более 1000 человек осадил Порто-Алонсо, 14 октября захватив отдельные укрепления, к 15 января блокировав все выходы из города. К этому времени бразильцами уже были захвачены представительство американской компании «Bolivian Trading Company» и несколько небольших населённых пунктов вдоль по течению реки Акри. К 24 января под контролем ди Каштру находилась вся территория Акри, за исключением Порто-Алонсо, а 27 января было провозглашено восстановление Республики Акри во главе с президентом Родригушем Алвишем.
В 1902—1904 годах был губернатором Республики Акри.

### Богатство и гибель
После окончания войны ди Каштру стал очень богатым производителем каучука (приобретал земельные владения в том числе и в Боливии, против которой недавно сражался) и нажил много врагов. В июне 1906 года был назначен префектом Алто-Акри, одного из четырёх департаментов Акри, пока не уволился из-за несогласия с бразильским правительством. Среди прочих, сталкивался с интригами своего бывшего подчинённого, полковника Алешандринью Жозе да Силвы, который и подготовил его убийство. Жозе Пласиду ди Каштру был смертельно ранен выстрелами в спину 9 августа 1908 года, готовясь к возвращению в Риу-Гранди-ду-Сул, и умер два дня спустя. Зафиксированы его предсмертные слова: «Смерть — явление столь же естественное, как и жизнь. Умея жить, умеешь и умирать. Сожалею только, что было столько возможностей умереть героически, а эти „герои“ подстрелили меня со спины».